# Metal Injection
Metal Injection — новостной сайт, посвящённый металу. Он был создан летом 2003 года и открыт для посетителей в январе 2004 года совладельцами Robert Pasbani (известен также как DJ радиостанции Sirius XM) и видеопродюсером Frank Godla. Прежде чем перейти к формату новостного сайта, Metal Injection транслировал получасовые шоу, по субботам в 3 часа ночи, содержавшие музыкальные клипы и концертные съемки. Контент сайта состоит из рецензий, оригинальных видеоматериалов (интервью и музыкальные документалки) и различных подкастов, как, например, Metal Injection Livecast, Full Metal Hipster и Relapse Podcast.
В 2012 году Metal Injection получил награду «Beyond the Blog» на церемонии награждения MTV Online Music Awards.
В 2015 году на площадке Metal Injection (в рамках фестиваля SXSW) выступали группы Veil of Maya, Cancer Bats, KEN mode, Full of Hell, Felix Martin, Mantar и Moon Tooth. В следующем году на площадке Metal Injection выступали Steve 'N' Seagulls, Exmortus, Wild Throne, The Fine Constant, Wrong, Take Over And Destroy и Aminals.